# Beaumont-sur-Vesle
Beaumont-sur-Vesle település Franciaországban, Marne megyében. Lakosainak száma 770 fő (2022. január 1.). Beaumont-sur-Vesle Prunay, Val-de-Vesle, Verzenay és Verzy községekkel határos.

## Népesség
A település népességének változása:
| Lakosok száma | 443  | 479  | 686  | 709  | 731  | 789  | 825  | 796  | 782  | 770  |
|               | 1968 | 1982 | 1990 | 2006 | 2013 | 2015 | 2017 | 2019 | 2020 | 2022 |